# Inge Sørensen
Pour les articles homonymes, voir Sørensen.

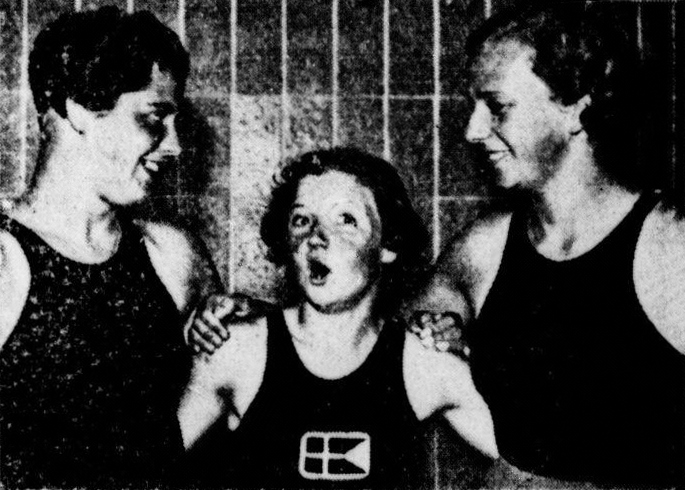
Jopie Waalberg, Inge Sørensen et Nida Senff en 1936.

Inge Sørensen, née à Gentofte le 18 juillet 1924 et morte le 9 mars 2011 à Mount Laurel, est une nageuse danoise.

## Biographie
Aux Jeux olympiques de Berlin, en 1936, elle termina 3e de l'épreuve du 200 m brasse à l'âge de 12 ans et 24 jours. Ainsi est-elle la plus jeune médaillée de natation de l'histoire olympique.
Elle meurt le 9 mars 2011 à 86 ans.

## Palmarès

### Jeux olympiques
- Jeux olympiques d'été de 1936 à Berlin
  -  Médaille de bronze sur 200 m brasse.

### Championnats d'Europe
- Championnats d'Europe 1938 à Londres
  -  Médaille d'or sur 200 m brasse.